# ライアン・シンフ
- ライアン・シンプ
- ライアン・チンフ

ライアン・マイケル・シンフ（Ryan Michael Schimpf , 1988年4月11日 - ）は、アメリカ合衆国・ルイジアナ州セントタマニー郡コビントン出身のプロ野球選手（内野手）。右投左打。

## 経歴

### プロ入り前
ルイジアナ州立大学時代の2009年にはメンズ・カレッジ・ワールドシリーズで大学全米一を経験した。この時のチームメイトにはDJ・ルメイユやルイス・コールマンらがいる。

### プロ入りとブルージェイズ傘下時代

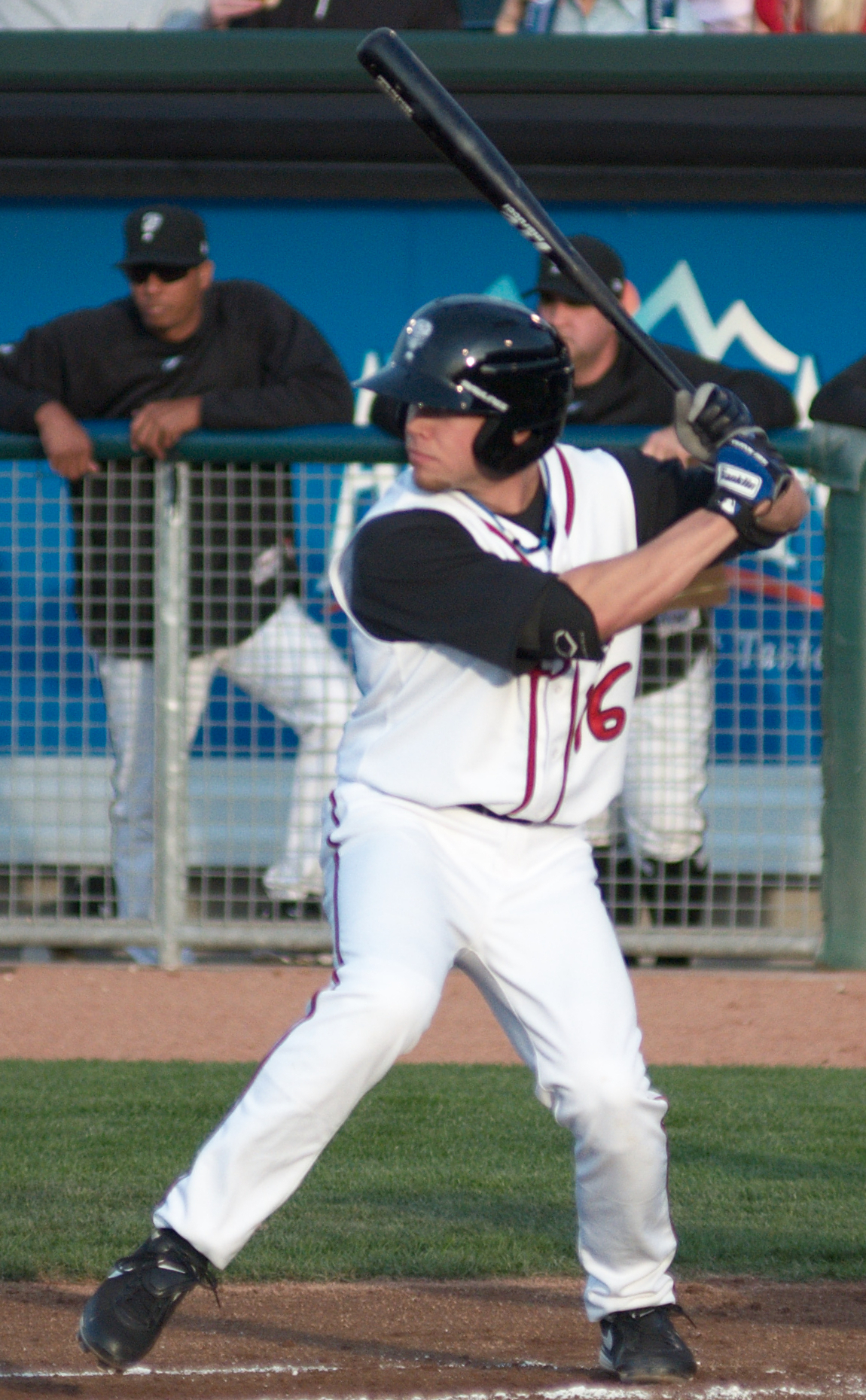
A級ランシング時代(2010年4月14日)

2009年のMLBドラフト5巡目（全体160位）でトロント・ブルージェイズから指名され、プロ入り。契約後、傘下のルーキー級ガルフ・コーストリーグ・ブルージェイズとA-級オーバーン・ダブルデイズでプレーし、2球団合計で36試合に出場して打率.293・3本塁打・14打点・5盗塁の成績を残した。
2010年はA級ランシング・ラグナッツとA+級ダニーデン・ブルージェイズでプレーし、2球団合計で110試合に出場して打率.237・8本塁打・52打点・14盗塁の成績を残した。
2011年はA+級ダニーデンでプレーし、57試合に出場して打率.240・10本塁打・36打点・2盗塁の成績を残した。
2012年はA+級ダニーデンとAA級ニューハンプシャー・フィッシャーキャッツでプレーし、2球団合計で129試合に出場して打率.269・22本塁打・76打点・7盗塁の成績を残した。
2013年はAA級ニューハンプシャーでプレーし、126試合に出場して打率.210・23本塁打・65打点・3盗塁の成績を残した。
2014年はAA級ニューハンプシャーとAAA級バッファロー・バイソンズでプレーし、2球団合計で117試合に出場して打率.227・24本塁打・58打点・3盗塁の成績を残した。
2015年もAA級ニューハンプシャーとAAA級バッファローでプレーし、2球団合計で107試合に出場して打率.250・23本塁打・63打点・2盗塁の成績を残した。オフの11月6日にFAとなった。

### パドレス時代
2015年11月25日にサンディエゴ・パドレスとマイナー契約を結んだ。
2016年の開幕は傘下のAAA級エル・パソ・チワワズで迎えた。6月14日にメジャー契約を結んでアクティブ・ロースター入りし、その日のマイアミ・マーリンズ戦でメジャーデビュー。7月1日のニューヨーク・ヤンキース戦ではメジャー初本塁打を放った。7月には9本塁打を放つなどの活躍で同月のルーキー・オブ・ザ・マンスを受賞した。20本塁打はこの年の新人としては両リーグで4位タイだった。
2017年は正三塁手として開幕を迎え、前年並のペースで本塁打を量産したものの、打撃不振により6月8日の出場を最後にマイナーに降格した。53試合の出場で打率.153・14本塁打・25打点だった。AAA級チワワズでは69試合に出場し、打率.202・19本塁打・44打点だった。

### パドレス退団後
2017年12月12日にマイナー選手1名とのトレードで、タンパベイ・レイズへ移籍。
2018年3月3日にカルロス・ゴメスの加入に伴い、戦力外となった。その2日後の3月5日に金銭トレードでアトランタ・ブレーブスへ移籍したが、3月31日にカルロス・ペレスとのトレードで、ロサンゼルス・エンゼルスへ移籍した。5月22日に自由契約となった。
2019年3月29日に独立リーグ・アトランティックリーグのシュガーランド・スキーターズと契約したが、公式戦出場なく4月24日に解雇となった。

## 詳細情報

### 年度別打撃成績
| 年 度    | 球 団    | 試 合 | 打 席 | 打 数 | 得 点 | 安 打 | 二 塁 打 | 三 塁 打 | 本 塁 打 | 塁 打 | 打 点 | 盗 塁 | 盗 塁 死 | 犠 打 | 犠 飛 | 四 球 | 敬 遠 | 死 球 | 三 振 | 併 殺 打 | 打 率 | 出 塁 率 | 長 打 率 | O P S |
| -------- | -------- | ----- | ----- | ----- | ----- | ----- | -------- | -------- | -------- | ----- | ----- | ----- | -------- | ----- | ----- | ----- | ----- | ----- | ----- | -------- | ----- | -------- | -------- | ----- |
| 2016     | SD       | 89    | 330   | 276   | 48    | 60    | 17       | 5        | 20       | 147   | 51    | 1     | 1        | 0     | 3     | 42    | 3     | 9     | 105   | 3        | .217  | .336     | .533     | .869  |
| 2017     | SD       | 53    | 197   | 165   | 24    | 26    | 2        | 0        | 14       | 70    | 25    | 0     | 0        | 0     | 2     | 27    | 0     | 3     | 70    | 0        | .158  | .284     | .424     | .709  |
| 2018     | LAA      | 5     | 7     | 5     | 2     | 1     | 0        | 0        | 1        | 4     | 2     | 0     | 0        | 0     | 0     | 2     | 0     | 0     | 3     | 0        | .200  | .429     | .800     | 1.229 |
| MLB：3年 | MLB：3年 | 147   | 534   | 446   | 74    | 87    | 19       | 5        | 35       | 221   | 78    | 1     | 1        | 0     | 5     | 71    | 3     | 12    | 178   | 3        | .195  | .318     | .496     | .814  |

- 2020年度シーズン終了時

### 年度別守備成績
| 年 度 | 球 団 | 二塁（2B） | 二塁（2B） | 二塁（2B） | 二塁（2B） | 二塁（2B） | 二塁（2B） | 三塁（3B） | 三塁（3B） | 三塁（3B） | 三塁（3B） | 三塁（3B） | 三塁（3B） | 左翼（LF） | 左翼（LF） | 左翼（LF） | 左翼（LF） | 左翼（LF） | 左翼（LF） | 右翼（RF） | 右翼（RF） | 右翼（RF） | 右翼（RF） | 右翼（RF） | 右翼（RF） |
| 年 度 | 球 団 | 試 合      | 刺 殺      | 補 殺      | 失 策      | 併 殺      | 守 備 率   | 試 合      | 刺 殺      | 補 殺      | 失 策      | 併 殺      | 守 備 率   | 試 合      | 刺 殺      | 補 殺      | 失 策      | 併 殺      | 守 備 率   | 試 合      | 刺 殺      | 補 殺      | 失 策      | 併 殺      | 守 備 率   |
| ----- | ----- | ---------- | ---------- | ---------- | ---------- | ---------- | ---------- | ---------- | ---------- | ---------- | ---------- | ---------- | ---------- | ---------- | ---------- | ---------- | ---------- | ---------- | ---------- | ---------- | ---------- | ---------- | ---------- | ---------- | ---------- |
| 2016  | SD    | 68         | 106        | 193        | 6          | 50         | .980       | 14         | 6          | 28         | 0          | 2          | 1.000      | 1          | 2          | 0          | 0          | 0          | 1.000      | -          | -          | -          | -          | -          | -          |
| 2017  | SD    | -          | -          | -          | -          | -          | -          | 50         | 21         | 113        | 7          | 8          | .950       | -          | -          | -          | -          | -          | -          | -          | -          | -          | -          | -          | -          |
| 2018  | LAA   | 1          | 0          | 0          | 0          | 0          | .---       | 1          | 0          | 2          | 0          | 1          | 1.000      | 1          | 0          | 0          | 0          | 0          | .---       | 1          | 0          | 0          | 0          | 0          | -          |
| 通算  | 通算  | 69         | 106        | 193        | 6          | 50         | .980       | 65         | 27         | 143        | 7          | 11         | .960       | 2          | 2          | 0          | 0          | 0          | 1.000      | 1          | 0          | 0          | 0          | 0          | .---       |

- 2018年度シーズン終了時

### 表彰
- ルーキー・オブ・ザ・マンス：1回（2016年7月）
- Topps ルーキーオールスターチーム（英語版）（二塁手部門：2016年）

### 背番号
- 11（2016年 - 2017年）
- 20（2018年）